# Lorenzo Carnesecchi
(Da Storia Fiorentina, di Benedetto Varchi)
Lorenzo Carnesecchi (30 novembre 1482 – ...) è stato un condottiero italiano.

## Biografia
Figlio di Zanobi di Simone. Il padre Giuseppe Maria Mecatti lo definisce "il gran soldato" nella sua Storia cronologica della città di Firenze.
Lo storico Benedetto Varchi ne parla come di un eroe nella difesa dei territori della Repubblica di Firenze nella sua Storia fiorentina.
Infatti degne di nota sono le sue gesta nella Romagna fiorentina, dove era stato inviato come commissario, nei tempi che precedettero la caduta della Repubblica fiorentina. Il Varchi lo descrive come un secondo Francesco Ferrucci.
Mise una taglia sulla testa del Papa « egli ebbe ardimento, non so se per beffe o per da dovero, di porre la taglia per bando pubblico a papa Clemente a chi lo facesse prigione o ammazzasse, cosa che io sappia o creda, non udita mai più ».
Era un personaggio singolarissimo amante delle feste e delle donne, facondo raccontatore di storie e quindi ben accolto nelle compagnie(Busini); nell'azione fu deciso e astuto e dette prova di grande abilità strategica. Fu un personaggio pragmatico in grado di battersi fino a che vide un barlume di possibilità di successo nelle sue imprese. Quando (egli che era disposto a mettere in gioco tutte le sue sostanze) constatò che i mercanti fiorentini, invece di dare aiuto alla Repubblica si preoccupavano di non rendere maggiormente nemico ai loro traffici il pontefice di Roma, oramai privo di ogni risorsa per continuare la lotta prima di essere sconfitto sul terreno seppe trattare quella che oggi verrebbe definita una pace separata. E seppe con tanta abilità condurre la trattativa di tregua che oltre a provvedere ad una pace vantaggiosa alla Repubblica gli riuscì di sfuggire alla vendetta dei suoi nemici.
Quando la Repubblica cadde egli parti per l'esilio e rompendo il confino assegnatogli divenne ribelle. Il duca d'Urbino che lo teneva in grande considerazione lo accolse presso la sua corte.
Lo storico Busini, che non lo amava molto pur prendendo atto delle sue capacità militari e del suo eroismo, fu molto critico con lui, specialmente per la frase Chi non è nel forno è sulla pala che Carnesecchi usò per indicare la situazione fiorentina poco prima della resa e che a parere di altri studiosi testimonia invece una lucida visione degli avvenimenti e l'impossibilità di porre rimedio a una situazione deteriorata dalla mancanza di oggettive risorse.
Assai considerato tra i fuoriusciti fu tra il gruppo ristretto incaricato dai repubblicani di chiedere a Carlo V il rispetto degli accordi sottoscritti.
In Marietta de' Ricci, ovvero Firenze al tempo dell'assedio, racconto storico di Agostino Ademollo, si legge:
I fuoriusciti fiorentini invocavano dall'imperatore il rispetto dei patti sottoscritti nelle condizioni stipulate tra le parti al momento della resa di Firenze. Ma fu tutto invano.
Durante queste trattative Lorenzo morì improvvisamente in data sconosciuta; non fece così a tempo a vedere la morte del duca Alessandro né a partecipare all'infelice tentativo di Filippo Strozzi

## Discendenza
I Carnesecchi, precedentemente detti Duranti, erano una famiglia fiorentina di una certa importanza economica e politica. Fin dal 1297 dettero alla Repubblica personaggi degni di ricordo. Ebbero il primo Gonfaloniere di Giustizia nel 1358. Agli inizi del 400 si ricordano Paolo e Bernardo due ricchi mercanti che avevano commerci in tutta Europa. Si ricordano anche diversi seguaci di Gerolamo Savonarola: Gio. di Simone Carnesecchi, Zanobi di Francesco Carnesecchi e principalmente Giovanni di Lionardo Carnesecchi.
Dario Zuliani ha scoperto nell'Archivio di Stato di Firenze, dopo oltre 500 anni dalla condanna a morte di Savonarola, i documenti di altri due processi contro suoi sostenitori (tra cui Giovanni di Lionardo Carnesecchi) di cui si ignorava completamente l'esistenza.
Da ricordarsi è pure di Pier Antonio Carnesecchi commissario in Maremma ai tempi della riconquista di Pisa.
E anche di Manzo Carnesecchi che fu ostile al duca Alessandro de Medici, del capitano Battista morto in Francia combattendo contro gli ugonotti, esule dopo aver combattuto per la libertà di Siena contro Cosimo I, del senatore Bartolomeo e di suo figlio Zanobi della banca Carnesecchi-Strozzi una delle più importanti d'Europa nel XVI secolo
Il personaggio più noto di questa famiglia è comunque Pietro Carnesecchi, giustiziato come eretico il 1º ottobre 1567.
Dice di loro il padre Giuseppe Maria Mecatti: 

## Ricostruzione storica
Si può ricostruire la vicenda di Lorenzo Carnesecchi tramite stralci di libri - sia antichi sia moderni - riguardanti l'epoca in cui questo personaggio visse.
Dalle Storie fiorentine di Varchi riprese da Antonio Agostini nel suo libro Pietro Carnesecchi e il movimento Valdesiano, si legge:
(Benedetto Varchi, Storie fiorentine, libro X)
Lorenzo Carnesecchi batté più volte le genti di Leonello da Carpi, presidente della Romagna ecclesiastica; inflisse parecchie sconfitte a messer Balano di Naldo e al capitano Cesare Gravina e, richiesto finalmente della pace, rispose che non stava bene quando la Patria era in pericolo, si dovessero pacificare i privati.
Tutti gli uomini più sennati si accordavano nel dire che, se invece di aver messo lo stato in balia di sette cittadini quasi sette dittatori si fosse eletto uno solo senza guardare ad altro che alla sufficienza, come esempi grazia il Ferruccio o Lorenzo Carnesecchi, le cose sarebbero state per avventura governate altrimenti che elle non furono, e per conseguenza avuto altro fine che elle non ebbero.
Messer Giorgio Ridolfi, uomo cerimonioso, gli pose addosso una taglia, ed egli - senza punto scomporsi - rivolse quella taglia sopra papa Clemente bandendo un premio a chi fosse disposto ad ucciderlo o ad imprigionarlo. Cedette soltanto quando non ebbe più denari, e neanche modi di farne, e quando la Signoria gli mandò l'ordine di arrendersi.
Sullo stesso Lorenzo, Gino Capponi nella sua Storia della Repubblica di Firenze scrisse:
E scrive ancora Giuseppe Maria Mecatti in Storia cronologica:
Fu esiliato prima a Senigallia e poi a Cervia, diventando uno dei capi dei fuoriusciti fiorentini
Scrive ancora Varchi:
Costui, essendo commessario generale della Romagna fiorentina, fece quello in questa guerra, il che non pareva che fare si potesse; perciocché egli con poca gente e meno danari da pagarla, ma bene con molta industria e maggiore animosità, venne più volte alle mani colle genti del signor Leonello da Carpi presidente della Romagna ecclesiastica, e sempre dié loro delle busse; e quando Marradi si ribellò, egli vi corse colle sue genti, e non solamente, fatto impiccare alcuni de'capi principali che gli diedero nelle mani, levò l'assedio dalla rocca di Castiglione, la quale si teneva pe' Fiorentini, ma nel tornarsene, lasciatovi Filippo Parenti, il quale travagliò molto e molto diversamente in tutto l'assedìo, affrontò messer Balasso di Naldo e il capitano Cesare da Gravina, i quali andavano per soccorrerla, e gli misse in fuga con tutta la loro fanteria, e richiesto dal presidente che si dovesse tra loro far pace, rispose che, stante la guerra pubblica, non dovevano pacificarsi i privati.
E perché messer Giorgio Ridolfi priore di Capua, uomo sopra ogni credere cirimonioso, l'aveva posta a lui, se alcuno l'ammazzasse o desse prigione, egli ebbe ardimento, non so se per beffe o per da dovero, di porre la taglia per bando pubblico a papa Clemente a chi lo facesse prigione o ammazzasse, cosa che io sappia o creda, non udita mai più. Per le quali cose il presidente, avuto dal campo Cesare da Napoli col suo colonnello, e da Roma i propri cavalli della guardia del papa, messe insieme dalle quattro alle cinquemila persone, e con sei pezzi d'artiglieria s'accampò dintorno a Castracaro, e gli diede la batteria e la battaglia più volte; ma Lorenzo co' suoi soldati, e con parte de' terrazzani, si difese sempre coraggiosamente, cacciandoli d'in su le mura, dove erano saliti, e all'ultimo usciti della terra gli fugò con grand'uccisione, insino a i fini della Chiesa, ì quali teneva di continuo tanto infestati, che il presidente lo mandò un'altra volta a ricercare per Giampagolo Romei da Castiglione Aretino suo segretario, se non di pace, almeno di tregua, tanto che si vedesse quello che la guerra principale partoriva; ed egli non avendo più danari né modo da farne, alla fine con onestissime condizioni per la città e per se gliele concedette.
Costui, per dir quello ch'io avrei volentieri taciuto, mandò il capitano Piero Borghini all'ambasciadore Gualterotto, scrivendogli che se a lui stava l'animo di persuadere i mercatanti e gli altri Fiorentini di Vinegia, a provvederlo di mille, o almeno di secento ducati, a se dava il cuore di fare in quel tempo un rilevantissimo servizio a beneficio della patria comune, e per assicurargli avrebbe loro, oltra la città, obbligato tutti i suoi beni, e di più quegli di Giorgio Ugolini giovane amorevole della patria e di buone facultà, il quale si trovava con esso lui in Castracaro. Il Gualterotto, avendo sotto diversi colori tentato quanti uno e quand'un altro, gli rimandò Piero indietro, e rispose che bisognava avere il mandato valido e autentico a potere obbligare la città; perché il commessario, il quale nel vero si ritrovava a strettissimo partito, dopo alquanti giorni gli mandò a posta Giovanni de' Rossi con una sua lettera e una de' signori dieci, e un'altra ne mandò messer Galeotto Giugni in nome suo e della comunità, le quali tutte pregavano caldissimamente e con incredibile sommessione, che fussino contenti di sovvenire, coll'esempio de' mercatanti di Lione, d'Inghilterra e di Fiandra, in qualche parte la patria loro, la quale in tante e tali calarnità, quali e quante essi sapevano, si ritrovava, e massimamente essendo essi fatti cauti e sicuri sì dal pubblico e sì dal privato, obbligandosi tutti insieme e ciascuno di per se, che non perderebbono.
Messer Bartolommeo avendo cotali lettere e così fatta commessione ricevuto, ragunò un giorno in casa sua tutti i Fiorentini d'alcuna qualità che si trovavano allora in Vinegia, i capi de' quali furono: Matteo Strozzi, Luigi Gherardi, Lodovico de' Nobili, Filippo del Bene, Giovanni Borgherini e Tommaso di Giunta, e lette loro tutte e tre le lettere, e ricordando loro la necessità e la carità della patria, gli pregò strettissimamente che essendo essi tanti e tali, e la sovvenzione così piccola, non dovessono mancare di quello di che con tante preghiere e cauzioni, erano da' loro signori in benefizio, anzi a salute della loro patria ricercatì.
lo mi vergogno a scrivere che dopo un lungo ragionamento, avendo Matteo Strozzi detto che, se tutti gli altri s'accordassono di pagare la rata loro, esso non mancherebbe di sborsare la porzione sua, non si conchìuse cosa nessuna, perché ciascuno degli altri pigliato animo da quelle parole rispose nel medesimo modo, e a Castracaro non si mandarono altri danari che i cento ducati i quali Piero Soderini, ricercatone da messer Galeotto Giùgni, mandò cortesemente e senza farsi pregare da Vicenza: a tali strettezze estremità si conducono alcuna volta le repubbliche, ancorachè ricchissime; e tanto stimano gli uomini più un particolare bene, quantunque minimo, che un comune, ancorachè grandissimo; benché io (sappiendo quant'era qualunque di loro danaroso, e che il Borgherino solo, oltre l'essere amator delle lettere, e persona molto gentile e cortese, se ne giocava le centinaia e le migliaia per volta) vo pensando che fussino ritenuti non tanto dall'avarizia, quanto dalla tema di non dispiacere al papa, il quale aveva severissimamente proibito che nessuno il quale o avesse beni di chiesa, o ufizi di Roma, potesse in modo alcuno soccorrere di cosa nessuna i Fiorentini, sotto pena di dovergli perdere, issofatto e senz'alcuna redenzione.
Né voglio non dire che l'ambasciadore fu da molti di poco giudizio riputato, dicendo ch'egli non doveva chiamare in cotal ristretto né Matteo, il quale oltre l'esser di natura, se non avaro, certo miserissimo, aveva dimostrato di tener maggior conto de' comodi privati che de' pubblici, né Tommaso di Giunta, il quale non avendo che fare de' fatti della repubblica, so ne stava, non meno avaro che ricco, quasi sempre a Vinegia, occupato ne' grossi guadagni della sua, piuttosto utile che onorevole stamperia, senza curarsi, benché per altro fosse uomo di belle maniere e di buon giudicio, come la città di Firenze o libera o serva si vivesse.»